# Tracheplexia altitudinis
Tracheplexia altitudinis är en fjärilsart som beskrevs av François Louis Nompar de Caumont de Laporte 1978. Tracheplexia altitudinis ingår i släktet Tracheplexia och familjen nattflyn. Inga underarter finns listade i Catalogue of Life.